# Lac Moreno
 (novembre 2024).
Si vous disposez d'ouvrages ou d'articles de référence ou si vous connaissez des sites web de qualité traitant du thème abordé ici, merci de compléter l'article en donnant les références utiles à sa vérifiabilité et en les liant à la section « Notes et références ».
Le lac Moreno ou lac Perito Moreno est un lac andin d'origine glaciaire situé en Argentine, à l'ouest de la province de Río Negro, dans le département de Bariloche, en Patagonie.

## Géographie

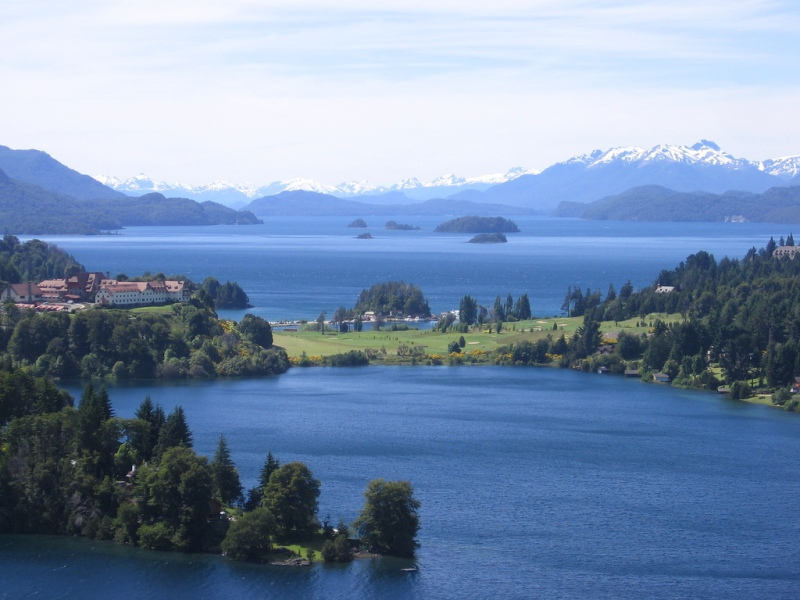
Vue des lacs Nahuel Huapi (à l'arrière-plan) et Moreno.

Le lac Moreno se trouve à l'intérieur du parc national Nahuel Huapi mais n'en fait plus partie, et appartient au système du lac Nahuel Huapi.
D'une superficie de 1 640 hectares, il est situé aux abords occidentaux de la ville de
San Carlos de Bariloche. C'est une destination touristique très populaire pour les habitants de la ville comme pour les visiteurs. Sur ses rives se trouvent deux petites localités très touristiques, Colonia Suiza (en) et Villa Llao Llao (en).
Le lac est dominé au sud par le cerro López, massif très escarpé, ainsi que par le cerro Goye. Au nord, il est séparé du lac Nahuel Huapi tout proche par deux petites chaînes montagneuses, le cerro Llao Llao et le cerro Campanario.
Le lac est en fait divisé en deux parties plus ou moins égales par une langue de terre. Celles-ci sont appelées lac Moreno Oeste ou Inferior, et lac Moreno Este ou Superior. La langue de terre est surmontée d'une route munie d'un pont surplombant le canal qui fait se communiquer les deux parties. Cette route fait partie du Circuito Chico, circuit touristique fort visité qui fait complètement le tour du lac Moreno Oeste.

## Tributaires
Le lac Moreno Este a pour tributaire l'arroyo Goye qui, au niveau de la localité de Colonia Suiza située sur sa rive sud-ouest, lui apporte notamment les eaux en provenance de la lagune Negra. Celle-ci se trouve au sud-ouest du lac, dans le cerro López.

## Émissaire
Le lac Moreno déverse ses eaux dans le lac Nahuel Huapi par un très court canal, l'arroyo Angostura. Celui-ci débouche dans la baie López (Bahía López), du côté est de la racine du bras Tristeza du Nahuel Huapi. Il n'y a pas de différence de niveau entre les deux lacs. L'arroyo Angostura est surmonté par un pont routier.

## Tourisme
Ses eaux sont moins froides que celles des autres lacs du parc national Nahuel Huapi. Il n'est en effet pas alimenté principalement par le dégel des neiges au printemps, mais bien par les pluies de la saison hiver-printemps. Pour cette raison, le lac Moreno est, avec le lac Gutiérrez, une des destinations touristiques préférées des résidents et touristes pour les sports aquatiques et la natation.
Le lac a plusieurs zones de plages, mais certaines seulement sont facilement accessibles au moyen de routes asphaltées.
Le lac Moreno est navigable et facilement accessible en bateau depuis le lac Nahuel Huapi, ce qui fait qu'on y pratique la navigation à moteur pour des raisons touristiques ou sportives.
On y pratique aussi la planche à voile et la navigation à voile.

## Écologie
De tous les lacs de la région de San Carlos de Bariloche, le lac Moreno est celui qui a été le plus marqué par la présence humaine. Un de ses bras a été isolé et forme désormais le lac Morenito.
La population qui habite ses rives a beaucoup augmenté au fil des ans, causant des modifications essentielles dans le paysage. Les denses bois de coihues et de cyprès ont été partiellement remplacés par des pins d'origine européenne.
La plus grande partie de ses rives est désormais propriété privée et fait partie d'habitats touristiques ou de résidences de gens fortunés.
Le parc municipal Llao Llao a dès lors été créé dans la décennie 1980. Détaché du parc national Nahuel Huapi, il comprend l'extrémité nord du lac Moreno Oeste, depuis lors protégée.
En 2005, a été créée la réserve naturelle urbaine Laguna El Trébol, couvrant 400 hectares et située sur la rive nord du lac, à l'endroit où les lacs Moreno oeste et Moreno este se rejoignent. Il est centré sur la lagune El Trébol toute proche au nord.